# Oxana Olegowna Selechmetjewa
Oxana Olegowna Selechmetjewa (russisch Оксана Олеговна Селехметьева, engl. Transkription Oksana Selekhmeteva; * 13. Januar 2003 in Kamenka) ist eine russische Tennisspielerin.

## Karriere
Selechmetjewa begann mit sechs Jahren das Tennisspielen und bevorzugt Sandplätze. Sie spielt vorrangig auf der ITF Women’s World Tennis Tour, wo sie bislang drei Titel im Einzel und acht Titel im Doppel gewann.
2018 nahm sie an den Olympischen Jugend-Sommerspielen teil, wo sie sowohl im Einzel, als auch mit ihrer Partnerin Kamilla Stanislawowna Rachimowa im Doppel und mit ihrem Partner Carlos López Montagud im Mixed das Viertelfinale erreichte. Bei den US Open 2018 erreichte sie im Juniorinneneinzel das Achtelfinale.
2019 erreichte sie bei den French Open 2019 mit ihrer Partnerin Kamilla Bartone das Viertelfinale im Juniorinnendoppel, in Wimbledon das Finale und bei den US Open gewannen die beiden den Titel. Im Oktober erhielt sie eine Wildcard für die Qualifikation des VTB Kremlin Cup, ihrem ersten Turnier der WTA Tour, wo sie aber bereits in der ersten Runde gegen Polina Kudermetowa mit 5:7 und 2:6 verlor.
2020 erreichte sie mit Kamilla Bartone das Halbfinale des Juniorinnendoppels der French Open.

## Turniersiege

### Einzel
| Nr. | Datum           | Turnier     | Kategorie | Belag     | Finalgegnerin   | Ergebnis      |
| --- | --------------- | ----------- | --------- | --------- | --------------- | ------------- |
| 1.  | 7. Februar 2021 | Manacor     | ITF W15   | Hartplatz | Suzan Lamens    | 6:3, 6:2      |
| 2.  | 3. Juli 2022    | Montpellier | ITF W60   | Sand      | Kateryna Baindl | 6:3, 5:7, 7:5 |
| 3.  | 14. Juli 2024   | Rom         | ITF W75   | Sand      | Lina Gjorcheska | 6:1, 7:63     |

### Doppel
| Nr. | Datum             | Turnier                   | Kategorie | Belag             | Partnerin          | Finalgegnerinnen                    | Ergebnis          |
| --- | ----------------- | ------------------------- | --------- | ----------------- | ------------------ | ----------------------------------- | ----------------- |
| 1.  | 6. September 2020 | Marbella                  | ITF W25   | Sand              | Alina Tscharajewa  | Miriam Bulgaru Victoria Muntean     | 6:3, 6:2          |
| 2.  | 31. Oktober 2020  | Platja d’Aro              | ITF W15   | Sand              | Alina Tscharajewa  | Alba Carrillo Marín Júlia Payola    | 5:7, 6:1, [10:5]  |
| 3.  | 13. Dezember 2020 | Madrid                    | ITF W15   | Sand (Halle)      | Ángela Fita Boluda | Bárbara Gatica Rebeca Pereira       | 7:64, 1:6, [10:5] |
| 4.  | 23. Januar 2021   | Manacor                   | ITF W15   | Hartplatz         | Ángela Fita Boluda | Ylena In-Albon Valentina Ryser      | 6:1, 4:6, [10:5]  |
| 5.  | 12. März 2021     | Manacor                   | ITF W15   | Hartplatz         | Ángela Fita Boluda | Ylena In-Albon Rebeka Masarova      | 6:2, 5:7, [10:8]  |
| 6.  | 17. Juli 2021     | Biarritz                  | ITF W60   | Sand              | Daniela Vismane    | Sarah Beth Grey Magali Kempen       | 6:3, 7:65         |
| 7.  | 14. August 2021   | San Bartolomé de Tirajana | ITF W60   | Sand              | Elina Awanessjan   | Arianne Hartono Olivia Tjandramulia | 7:5, 6:2          |
| 8.  | 23. Januar 2023   | Andrézieux-Bouthéon       | ITF W60   | Hartplatz (Halle) | Sofja Lansere      | Conny Perrin Iryna Schymanowitsch   | 6:3, 6:0          |

## Abschneiden bei Grand-Slam-Turnieren

### Dameneinzel
| Turnier         | 2022 | 2023 | 2024 | 2025 | Karriere |
| --------------- | ---- | ---- | ---- | ---- | -------- |
| Australian Open | —    | 1    | —    | Q3   | 1        |
| French Open     | 1    | Q1   | Q3   | 1    | 1        |
| Wimbledon       | —    | —    | Q2   | Q2   | —        |
| US Open         | Q1   | —    | Q1   |      | —        |

Zeichenerklärung: S = Turniersieg; F, HF, VF, AF = Einzug ins Finale / Halbfinale / Viertelfinale / Achtelfinale; 1, 2, 3 = Ausscheiden in der 1. / 2. / 3. Hauptrunde; Q1, Q2, Q3 = Ausscheiden in der 1. / 2. / 3. Qualifikationsrunde; nicht ausgetragen

### Juniorinneneinzel
| Turnier         | 2018 | 2019 | 2020 | 2021 | Karriere |
| --------------- | ---- | ---- | ---- | ---- | -------- |
| Australian Open | —    | —    | 1    |      | 1        |
| French Open     | 2    | 2    | AF   | HF   | HF       |
| Wimbledon       | —    | 2    |      | —    | 2        |
| US Open         | AF   | HF   |      | —    | HF       |

Zeichenerklärung: S = Turniersieg; F, HF, VF, AF = Einzug ins Finale / Halbfinale / Viertelfinale / Achtelfinale; 1, 2, 3 = Ausscheiden in der 1. / 2. / 3. Hauptrunde; nicht ausgetragen

### Juniorinnendoppel
| Turnier         | 2018 | 2019 | 2020 | 2021 | Karriere |
| --------------- | ---- | ---- | ---- | ---- | -------- |
| Australian Open | —    | —    | VF   |      | VF       |
| French Open     | AF   | VF   | HF   | S    | S        |
| Wimbledon       | —    | F    |      | —    | F        |
| US Open         | 1    | S    |      | —    | S        |